# Наша улица в сером
«Наша улица в сером» (нем. Unsere Straße in Grau) — картина немецкого художника Августа Макке, написанная в 1910 году. В настоящее время хранится в Городской галерее Ленбаххаус (Мюнхен).

## История создания
С возвращением Макке в Бонн из Тегернзее открылась новая страница в творчестве художника. Материал, накопленный за месяцы пребывания на Тегернском озере, требовал осмысления. В то же время Августа ждали новые впечатления: Макке уже писал городские виды из окна своей мастерской — на приходскую католическую церковь Святой Марии: «Церковь Святой Марии под снегом» и «Церковь Святой Марии с домами и дымовой трубой», которую можно было видеть со стороны Борнхеймер-штрассе. Окно его мастерской в мансарде дома № 88 по Борнхеймер-штрассе также выходило на Рингштрассе, ведущую на Кёльнское шоссе. Как вспоминала Элизабет, жена художника: «Это была оживлённая улица, где ежедневно можно было наблюдать интересные картины. Детей, которые длинными рядами направлялись в школу, солдат, марширующих в казарму, гусар с их лошадьми, всадников, множество рыночных повозок, нагруженных доверху корзинами». Городская жизнь во всех её проявлениях была одной из любимейших тем художника.
На обороте полотна чьей-то рукой проставлена дата «1913», однако по стилю исполнения и тематике оно сближается с картиной «Наша улица с площадкой для верховой езды» (в настоящее время в частном собрании), выполненной в 1911 году. Судя по изображению цветущих деревьев, время создания картины — начало 1911 года.

## Описание
Строгость фасадов домов, выстроившихся вдоль улицы, подчёркивают чёрные оконные проёмы. Художник упрощает архитектуру, сводя её к простым геометрическим фигурам. Отступая от реального вида из окна мастерской, он показывает улицу в ослабленном перспективном сокращении. Люди, идущие по улице, написаны схематично, несколькими мазками краски. Как и в других своих работах этого периода, где ощущается влияние живописи Матисса, Макке ограничивает все формы тёмным контуром, делая их более весомыми. Его живопись раскована, но вместе с тем уверена. Сдержанный колорит сведён к гармонии нескольких тонов серого, что также характерно для живописи Макке того времени. Добавляя мазки голубой, жёлтой, оранжевой и красной краски, он добивается впечатления лёгкости, беззаботного настроя.
Картина «Наша улица в сером» — пример незначительного сюжета из повседневной жизни, когда его живописное представление ограничено только видимым, без глубокого подтекста. Макке чужда страстность, присущая живописи фовистов. Среди последних наиболее близок к Макке Альбер Марке, который часто писал городские пейзажи в сдержанной серой гамме.